# Isuzu Piazza
Isuzu Piazza – sportowy samochód osobowy produkowany przez japońską firmę Isuzu w latach 1980–1992. Dostępny jako 2-drzwiowe coupé. Do napędu używano silników R4. Moc przenoszona była na oś przednią lub obie osie (I generacja - napęd tylny) poprzez 5-biegową manualną bądź 4-biegową automatyczną skrzynię biegów. Powstały dwie generacje modelu.

## Dane techniczne ('85 2.0 Turbo)

### Silnik
- R4 2,0 l (1949 cm³), 4 zawory na cylinder, DOHC, turbo
- Układ zasilania: wtrysk EFi
- Średnica cylindra × skok tłoka: 87,00 mm × 82,00 mm
- Stopień sprężania: 8,2:1
- Moc maksymalna: 181 KM (133 kW) przy 5400 obr./min
- Maksymalny moment obrotowy: 250 N•m przy 3400 obr./min

### Osiągi
- Przyspieszenie 0-100 km/h: b/d
- Prędkość maksymalna: 180 km/h

## Dane techniczne ('90 1.6 RS)

### Silnik
- R4 1,6 l (1588 cm³), 4 zawory na cylinder, DOHC, turbo
- Układ zasilania: wtrysk
- Średnica cylindra × skok tłoka: 80,00 mm × 79,00 mm
- Stopień sprężania: 8,5:1
- Moc maksymalna: 162 KM (119 kW) przy 6600 obr./min
- Maksymalny moment obrotowy: 203 N•m przy 4800 obr./min

### Osiągi
- Przyspieszenie 0-100 km/h: b/d
- Prędkość maksymalna: b/d

## Galeria

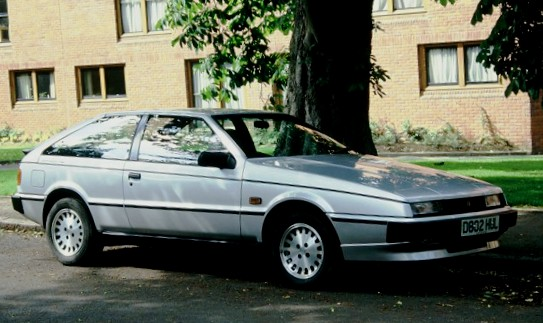
I generacja
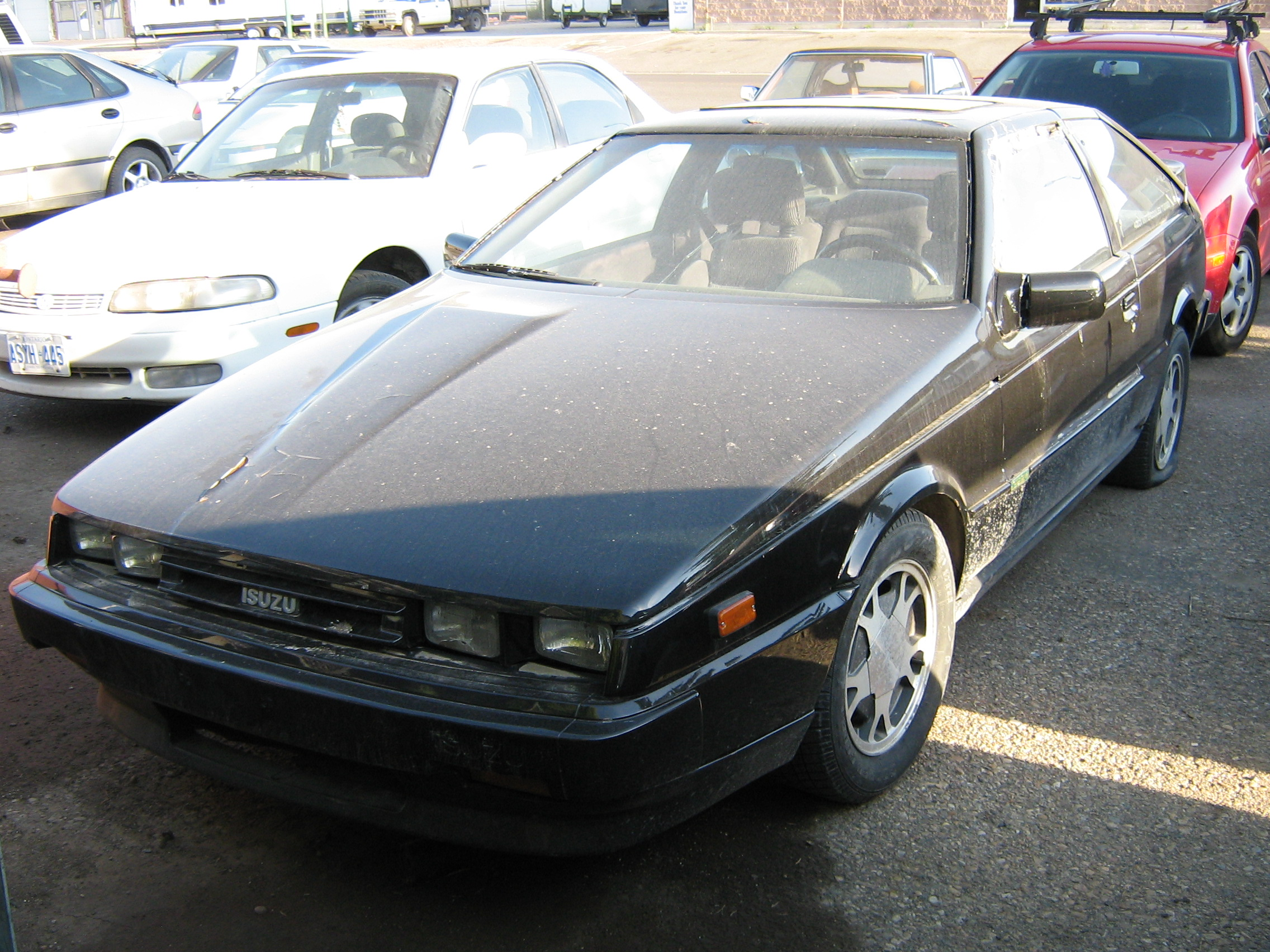
I generacja
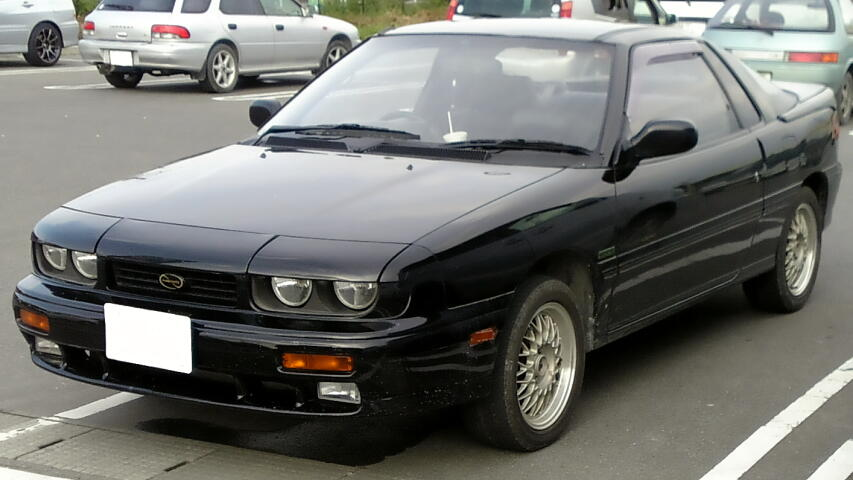
II generacja
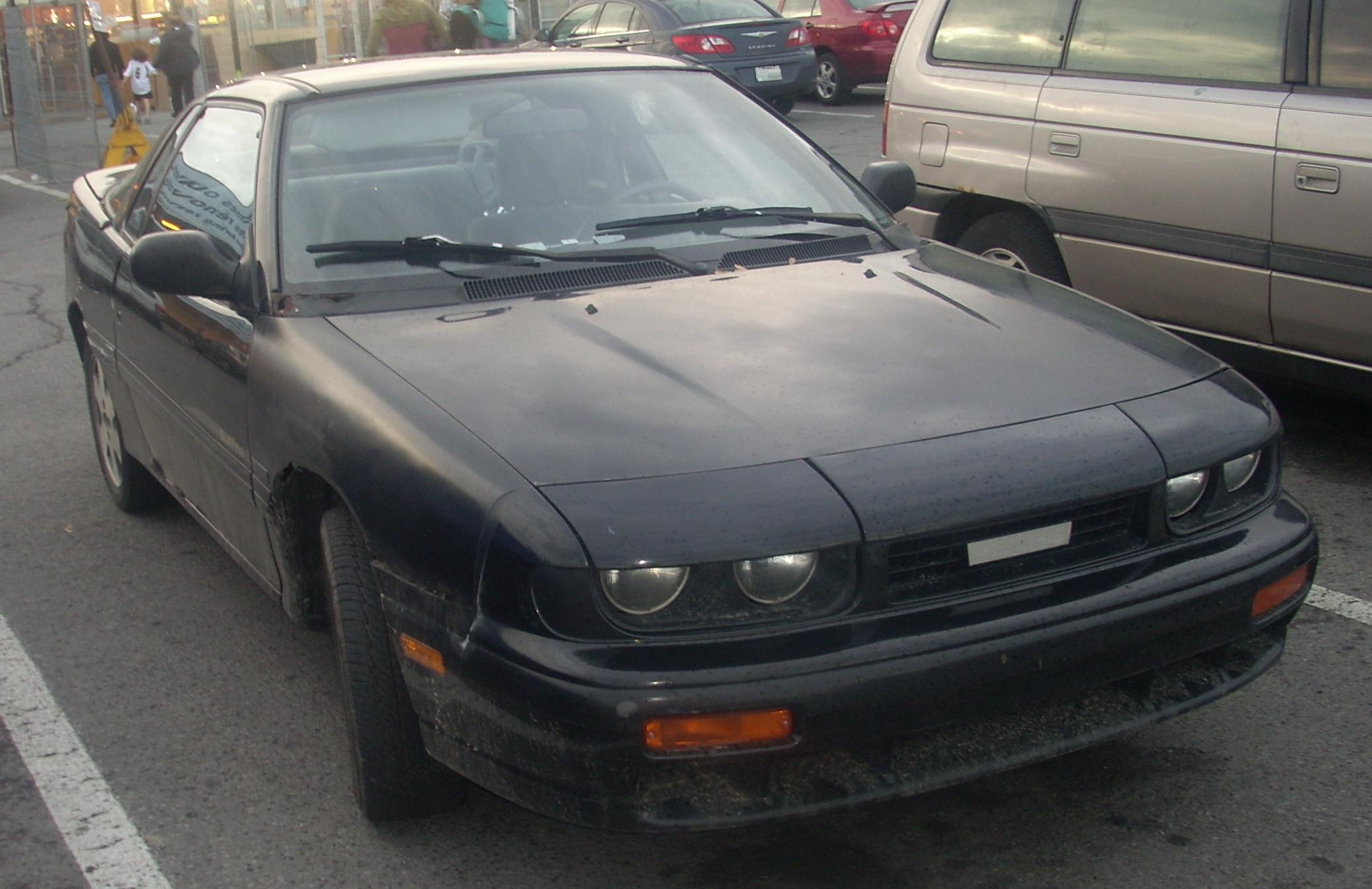
II generacja - Asuna Sunfire